# (315) Constantia
(315) Constantia – planetoida z grupy pasa głównego asteroid.

## Odkrycie
Została odkryta 4 września 1891 roku w Obserwatorium Uniwersyteckim, w Wiedniu przez Johanna Palisę. Nazwa planetoidy pochodzi od łacińskiego słowa constantis znaczącego stałość.

## Orbita
(315) Constantia okrąża Słońce w ciągu 3 lat i 131 dni w średniej odległości 2,24 j.a. Planetoida należy do rodziny planetoidy Flora nazywanej też czasem rodziną Ariadne.